# Igeltjärnen (Mora socken, Dalarna)
Igeltjärnen är en sjö i Mora kommun i Dalarna och ingår i Dalälvens huvudavrinningsområde.